# TransAsia Airways
TransAsia Airways (TNA; кит. трад.: 復興航空; спрощ.: 复兴航空; піньїнь: Fùxīng Hángkōng) — тайваньські авіалінії зі штаб-квартирою у Нейху, Тайбей. Компанія заснована 21 травня 1951 року, і на початку переважно займалася авіаперевезеннями в межах Тайваню.

## Напрями
TransAsia Airways працює з такими регулярними та чартерними рейсами:
- Камбоджа
  - Сіємреап — Міжнародний аеропорт Ангкор
- КНР
  - Чанша — Міжнародний аеропорт Чанша-Хуанхуа
  - Чунцін — Міжнародний аеропорт Цзянбей
  - Фучжоу — Міжнародний аеропорт Changle
  - Гуйян — Гуйян Міжнародний аеропорт Longdongbao
  - Ханчжоу — Ханчжоу Міжнародний аеропорт Сяошань
  - Хефей — Хефей міжнародний аеропорт Xinqiao
  - Наньнін — Наньнін Міжнародний аеропорт Wuxu
  - Цюаньчжоу — Цюаньчжоу Jinjiang аеропорт
  - Шанхай — Міжнародний аеропорт Пудун, Міжнародний аеропорт Хунцяо
  - Тяньцзінь — Міжнародний аеропорт Тяньцзінь
  - Ухань — Міжнародний аеропорт Tianhe
  - Усі — Сунан Міжнародний аеропорт Shuofang
  - Сямень — Міжнародний аеропорт Сямень
  - Xuzhou — Xuzhou Guanyin Airport[en]
  - Їчан — Ічана Sanxia аеропорту
  - Чжанцзяцзе — Чжанцзяцзе Hehua аеропорту
- Японія
  - Асахікава — Аеропорт Асахікава
  - Хакодате — Аеропорт Хакодате
  - Префектура Окінава — Аеропорт Наха
  - Осака — Міжнародний аеропорт Кансай
  - Саппоро — Новий аеропорт Тітосе
  - Токіо — Міжнародний аеропорт Наріта
- Макао
  - Міжнародний аеропорт Макао
- Південна Корея
  - Провінція Чеджу — Міжнародний аеропорт Чеджу
- Тайвань
  - Хуалянь — Хуалянь
  - Магун — Magong аеропорту
  - Гаосюн — Міжнародний аеропорт Гаосюн
  - Цзіньмень — Аеропорт Цзіньмень
  - Тайчжун — Тайчунь аеропорту
  - Тайбей — Тайвань Таоюань Міжнародний Аеропорт, Суншань аеропорт
- Таїланд
  - Бангкок — аеропорт Суварнабхумі
  - Чіангмай — Chiang Mai International Airport[en]
  - Пхукет — Міжнародний аеропорт Пхукет

### Колишні напрямки
- Камбоджа — Phnom Penh International Airport[en]
- КНР — Chengdu Shuangliu International Airport, Куньмін-Чаншуй
- Індонезія — Sam Ratulangi International Airport[en] (Манадо), Juanda International Airport[en] (Сурабая)
- Японія — Ishigaki Airport[en], Аеропорт Кусіро, Аеропорт Обіхіро
- Малайзія — Kota Kinabalu International Airport[en], Kuching International Airport[en]
- М'янма — Yangon International Airport[en]
- Палау — Roman Tmetuchl International Airport[en]
- Філіппіни — Міжнародний аеропорт Мактан-Себу, Clark International Airport[en], Laoag International Airport[en], Міжнародний аеропорт Маніли (Маніла)
- Сінгапур — Аеропорт Чангі
- Південна Корея — Gimhae International Airport[en] (Пусан), Muan International Airport (Кванджу), Yangyang International Airport[en]
- В'єтнам — Da Nang International Airport, Noi Bai International Airport (Ханой)

## Флот
Парк компанії має середній вік 8,9 років на грудень 2014 року. Складається, переважно, із нових Аербасів (320, 321, 330 та 330 нео) та АТР (ATR 72-600 та ATR 72-500).